# Falcidens hartmanae
Falcidens hartmanae är en blötdjursart som först beskrevs av Mathilde Schwabl 1961.  Falcidens hartmanae ingår i släktet Falcidens och familjen Chaetodermatidae. Inga underarter finns listade i Catalogue of Life.